# Major Tom
El Major Tom (originalment en anglès; Major Tom) és un personatge fictici creat pel músic britànic de glam-rock David Bowie (1947- 2016) en la seva cançó de 1969 «Space Oddity», que pertany a l'àlbum homònim.
La cançó narra com aquest astronauta inicia el seu viatge a l'espai des del compte regressiu fins que arriba al cosmos. En aquest lloc, el major Tom deixa el món material per iniciar el seu propi viatge a les estrelles, no sense abans acomiadar-se dels seus éssers estimats. En algun moment d'aquest viatge, el major Tom perd el contacte amb la Terra, quedant atrapat en el seu «pot de llauna», com ell anomena la seva nau espacial.
Es diu que David Bowie es va inspirar en la pel·lícula de Stanley Kubrick "2001: una odissea de l'espai" i l'eufòria espacial que es vivia a finals de la dècada dels anys 1960.

## El major Tom en altres cançons i a la televisió
David Bowie va utilitzar a aquest personatge en altres de les seves composicions com «Ashes to Ashes» «Hallo Spaceboy». És a «Ashes to Ashes» on David Bowie ofereix una explicació del viatge espacial del Major Tom com una al·lucinació d'un drogoaddicte: "We know Major Tom's a junkie". 
 Diverses interpretacions consideren que al vídeo musical de "Blackstar", un dels seus últims treballs, es revela el destí del Major Tom i que l'esquelet que els personatges del vídeo adoren és el del Major Tom.
Altres artistes també han fet servir el major Tom com a protagonista de les seves cançons:
- Elton John l'esmenta en la seva cançó «Rocket man».
- Peter Schilling va continuar la història amb Major Tom (Coming Home), de 1983. Aquesta cançó va aconseguir les primeres posicions a Alemanya, Àustria, Sud-àfrica, Estats Units i el Canadà. Al 2016, aquesta versió, es va fer viral en xarxes socials a causa d'un conegut anunci comercial de TV llatinoamericà d'una acadèmia d'anglès en línia.
- El grup de rock canadenc The Tea Party.
- El grup La Habitación Roja a «Agujeros Negros».
- El grup de Hard Rock Def Leppard menciona el Major Tom en la seva cançó Rocket.
- The Cab, a la cançó «Angel with a shotgun».
- El músic espanyol Mayor Tom (Diego Castaño) fa retornar l'astronauta a «Space Oddity II».
- La cantant estatunidenca Lana del Rey a la seva cançó «Terrence loves you», que correspon al seu tercer àlbum, Honeymoon.
- En el videoclip de Blackstar, també de David Bowie, apareix un esquelet en un vestit d'astronauta, i es pot significar això que el Major Tom va morir fa temps.
- El grup de rock granadí Niños Mutantes diu que «El Major Tom es va desintegrar fa temps» en la seva cançó En la Tierra, que pertany al seu tercer LP El sol de invierno (Astro Discos, 2002).
- Vetusta Morla el mencionen a la cançó «La vieja escuela» del seu disc "Mismo sitio, distinto lugar" (2017). La lletra diu: "Prometo ser la veu de Major Tom buscant el senyal".

En la pel·lícula "Wonder" (2017) Miranda (Danielle Rose Russell) es refereix al protagonista (Jacob Tremblay) diverses vegades com a "Major Tom".
- A la banda sonora d'Atòmica (Atomic Blonde, 2017), el thriller d'espionatge protagonitzat per Charlize Theron, en la qual compta amb una evocable col·lecció de cançons de la dècada, entre elles Major Tom, per Peter Schilling, que sona en una de les millors escenes d'acció quan l'espia anglesa Lorraine Broughton (Charlize Theron) tracta d'evadir matons d'una xarxa d'espies que havien assassinat un agent encobert.